# Robert Szczerbaniuk
Robert Szczerbaniuk (ur. 29 maja 1977 roku we Wrocławiu) – siatkarz, reprezentant Polski, grający na pozycji środkowego.
Żonaty z Violettą, mają syna Nataniela i córkę Ninę.

## Sukcesy klubowe
Liga polska:
- 2000, 2001, 2002, 2003, 2005, 2006
- 1999, 2008

Puchar Polski:
- 2000, 2001, 2002, 2005, 2006, 2008

Puchar CEV:
- 2000

Liga Mistrzów:
- 2003

I liga:
- 2012

Liga austriacka:
- 2014

Liga czeska:
- 2015

Liga słowacka:
- 2017

## Sukcesy reprezentacyjne
Mistrzostwa Europy Juniorów:
- 1996

Mistrzostwa Świata Juniorów:
- 1997

## Statystyki Zawodnika
| Impreza                   | Punkty z ataku | Punkty z bloku | Asy serwisowe | Suma |
| Liga Światowa 2002        | 63             | 24             | 13            | 100  |
| Liga Światowa 2004        | 7              | 2              |               | 9    |
| Igrzyska Olimpijskie 2004 | 22             | 10             | 2             | 34   |